# Battlefield 1
Battlefield 1 (còn được gọi ở Việt Nam với tên Chiến trường 1 hay Chiến trường rực lửa 1) là tựa game bắn súng góc nhìn thứ nhất do EA DICE phát triển và được phát hành bởi Electronic Arts. Battlefield 1 là phần thứ mười lăm trong loạt Battlefield. Trò chơi được phát hành trên toàn thế giới trên hệ máy Microsoft Windows, PlayStation 4 và Xbox One vào ngày 21 tháng 10 năm 2016.
Battlefield 1 đã nhận được những đánh giá tích cực từ các nhà phê bình và được xem là sự cải thiện so với các phần trước là Battlefield 4 và Battlefield Hardline. Hầu hết những lời khen ngợi đều hướng đến chủ đề Thế chiến I, các chiến dịch chơi đơn, chơi mạng, đồ họa và thiết kế âm thanh. Battlefield 1 cũng là một thành công thương mại khi bán được hơn 15 triệu bản.
Phần tiếp theo, Battlefield V được công bố vào ngày 23 tháng 5 năm 2018 trước khi được phát hành vào 20 tháng 11 năm 2018.

## Lối chơi
Tương tự như những phần trước, Battlefield 1 là một trò chơi bắn súng góc nhìn thứ nhất nhấn mạnh tinh thần đồng đội. Nó có bối cảnh trong thời kỳ Thế chiến thứ nhất, và được lấy cảm hứng từ những sự kiện lịch sử. Người chơi có thể sử dụng vũ khí trong Chiến tranh Thế giới thứ nhất, bao gồm súng trường nạp đạn bằng khóa nòng, súng trường tự động và bán tự động, pháo binh, súng phun lửa và khí mù tạt để chống lại đối thủ. Ngoài ra, DICE đã giới thiệu nhiều loại vũ khí cận chiến mới như gươm lưỡi cong, chày gai, và xẻng vào trò chơi. Những vũ khí cận chiến này được chia thành ba nhóm: nặng, trung bình và nhẹ. Người chơi cũng có thể điều khiển nhiều loại phương tiện bọc thép khác nhau, bao gồm xe tăng hạng nhẹ và hạng nặng, xe bọc thép, xe ô tô, tàu phóng ngư lôi, máy bay hai tầng, Xe lửa bọc thép, xe trinh sát, tàu thủy Dreadnought và khí cầu LZ 30. Ngoài ra, người chơi cũng có thể cưỡi ngựa và chiến đấu.
Nhà thiết kế của trò chơi, Daniel Berlin, cho biết chế độ chiến dịch có môi trường rộng hơn và cởi mở hơn so với các phần trước trong sê-ri, với nhiều lựa chọn hơn về cách hoàn thành cấp độ và cách tiếp cận chiến đấu. Người chơi có thể điều khiển nhiều nhân vật trong chiến dịch. Nếu người chơi chết trong phần mở đầu, họ sẽ điều khiển một người lính và vai trò khác thay vì hồi sinh lại ở một điểm lưu. Khi người chơi chết, tên và năm sinh/mất của người lính mà họ điều khiển sẽ xuất hiện trên màn hình.
Chế độ nhiều người chơi của game hỗ trợ tới 64 người chơi. Theo Berlin, chơi mà không tham gia một đội hình sẽ khiến cho lối chơi trở nên khó khăn hơn nhiều. Bản đồ nhiều người chơi dựa trên các địa điểm có thật trên thế giới, bao gồm Arabia, Mặt trận phía Tây và dãy núi Alps. Game được phát hành với 9 bản đồ và 6 chế độ, bao gồm Conquest, Domination, Operation, Rush, Team Deathmatch, và War Pigeons.

### Các lớp nhân vật
Battlefield 1 có bốn lớp nhân vật chính, ngoài ra còn có ba lớp điều khiển phương tiện duy chuyển và năm lớp tinh nhuệ.
Bộ binh:
- Assault (Tấn công): Là lớp cơ bản của game. Người chơi lớp Tấn công được trang bị súng tiểu liên, súng ngắn liên thanh và súng săn tùy theo ý họ. Họ đóng góp bằng cách sử dụng thuốc nổ và lựu đạn chống tăng để tiêu diệt các loại xe như xe tăng.
- Medic (Quân y): Lớp Quân y chủ yếu tập trung vào việc cứu chữa và hồi sinh đồng đội. Vũ khí chính của lớp này là súng trường bán tự động.
- Support (Hỗ trợ): Lớp Hỗ trợ có súng máy hạng nhẹ và súng Carbine bán tự động. Họ đóng góp cho đội bằng cách bổ sung đạn và sửa chữa xe cho đồng đội.
- Scout (Trinh sát): Lớp Trinh sát sử dụng nhiều loại súng bắn tỉa và súng trường đòn bẩy. Lớp Trinh sát còn có thể phát hiện, đánh dấu vị trí của địch bằng cách dùng kính ngắm hoặc bắn một khẩu súng bắn pháo sáng.

Lớp phương tiện:
- Tanker (Lính tăng): Người chơi Tanker sẽ được hồi sinh trong một chiếc xe tăng. Bạn sẽ có ba loại xe tăng khác nhau tùy chọn bao gồm xe tăng hạng nhẹ (1 người điều khiển), xe tăng hạng trung (3 người điều khiển) và xe tăng hạng nặng (5 người điều khiển).
- Pilot (Phi công): Người chơi Pilot sẽ được hồi sinh trong buồng lái của những chiếc máy bay hai tầng. Họ cũng được trang bị một khẩu súng ngắn carbine (súng ngắn được trang bị làm tăng chiều dài của súng như báng súng) và shotgun cưa nòng Sawed-off.
- Cavalry (Kỵ binh): Người chơi sẽ cưỡi một con ngựa và chiến đấu. Họ được trang bị một khẩu Russian 1895, gươm lưỡi cong, thương cũng như khả năng hồi phục cho cả bản thân và đồng đội.

Lớp tinh nhuệ: Trang bị bằng các hộp Quân trang (Kit) trên bản đồ:
- Flame Trooper (Lính cầm súng phun lửa): Những người chơi nhặt được Flame Trooper Kit sẽ tự động trang bị mặt nạ phòng độc, súng phun lửa Wex và 3 quả lựu đạn gây cháy. Họ cũng sẽ được trang bị một cái chày gai.
- Sentry (Lính gác): Người chơi nhặt Sentry Kit sẽ có giáp tấm và MG 08/15 hoặc Villar Perosa (tùy theo bản đồ), cũng như 1 quả lựu đạn và một cái chày gai. Các tấm áo giáp bao gồm một chiếc mũ chống đạn làm giảm sát thương bắn vào đầu cho người chơi, nhưng họ không thể đeo được mặt nạ khí.
- Tank Hunter (Lính chống tăng): Người chơi nhặt Kit Tank Hunter sẽ trang bị Mauser 1918 T-Gewehr, có khả năng gây sát thương lớn cho các phương tiện và bộ binh, khẩu Sawed-off và kính ngắm. Áo giáp của họ vẫn giữ nguyên như một người lính bình thường.
- Trench Raider (Lính đột kích chiến hào): Người chơi nhặt Trench Raider Kit sẽ sử dụng một cái chày gai để tiêu diệt kẻ thù trong 1 phát duy nhất, bom khói, hộp cứu thương, và một khẩu No. Revolver, và 3 lựu đạn nổ. Lớp này chỉ có trong bản mở rộng They Shall Not Pass.
- Infiltrator (Lính đột nhập): Người chơi nhận bộ đồ này sẽ nhận được một khẩu Martini–Henry gắn súng phóng lựu, một khẩu Sawed-off, súng bắn pháo sáng, máy quang báo và lựu đạn khói. Mũ chống đạn của người chơi được đổi thành mặt nạ lặn, cho phép họ bơi dưới nước nhanh hơn người lính bình thường, nhưng (như với Sentry) không thể đeo mặt nạ phòng độc. Lớp này chỉ dành riêng cho bản mở rộng Turning Tides.

## Các bản mở rộng
DICE đã phát hành bốn bản mở rộng của Battlefield 1, bao gồm: They Shall Not Pass, In the Name of the Tsar, Turning Tides, và Apocalypse.

### They Shall Not Pass (Chúng Sẽ Không Vượt Qua)
Vào tháng 12 năm 2016, DICE đã công bố bản mở rộng đầu tiên cho Battlefield 1, They Shall Not Pass, được phát hành vào ngày 14 tháng 3 năm 2017 với thời gian độc quyền hai tuần dành cho chủ sở hữu Đặc biệt. Nó tập trung vào một phe mới của game, Quân đội Pháp; bản mở rộng có bốn bản đồ mới là Trận Verdun và Trận sông Marne lần thứ hai; Fort de Vaux, Soissons, Rupture và Verdun Heights. They Shall Not Pass có những vũ khí mới bao gồm Ribeyrolles 1918, RSC 1917, Lebel Model 1886, Chauchat, Sjögren Inertia và Mle 1903 mở rộng băng đạn. Chiếc Saint-Chamond và "chiếc xe tăng hạng nặng khổng lồ" Char 2C được thêm vào như những chiếc xe mới, cũng như lớp cao cấp mới là "Trench Raider". Hai bản đồ bổ sung có tên là Nivelle Nights và Prise de Tahure, cả hai đều có bối cảnh là trong và sau Chiến dịch Nivelle, như là một phần của bản mở rộng và được phát hành vào mùa hè năm 2017. Vào ngày 5 tháng 5 năm 2018, "They Shall Not Pass" sẽ vẫn miễn phí cho đến ngày 15 tháng 5 trên các trang trang web Xbox, PC và PlayStation.

### In the Name of the Tsar (Nhân Danh Sa Hoàng)
Vào tháng 4 năm 2017, DICE đã công bố những hình ảnh đầu tiên về In the Name of the Tsar DLC. DLC này đã được xác nhận trong EA Play 2017, trong đó một đoạn phim ngắn của nó cũng được hiển thị. In the Name of the Tsar tập trung vào Đế quốc Nga trong thời kỳ Đại chiến. Bốn bản đồ trong bản mở rộng là Mặt trận phía Đông; Lupkow Pass, Galicia, Brusilov Keep, và Albion, trong khi hai bản đồ khác được thiết lập trong cuộc Nội chiến Nga giữa Bạch vệ và Hồng quân; Tsaritsyn và sông Volga. Nó cũng có 11 loại vũ khí mới; Model 1900, Fedorov Avtomat, Parabellum MG14 / 17, Mosin-Nagant M91, Nagant Revolver, SMG 08/18, General Liu rifle, Perino Model 1908, Vetterili-Vitalli M1870 / 87, Obrez và C93 Carbine. Máy bay ném bom Ilya-Muromets, Putilov-Garford Heavy Armored Car, và Tàu đổ bộ Y-Lighter là những phương tiện mới trong game. Bản mở rộng được phát hành vào ngày 5 tháng 9 năm 2017 cho Premium Pass, với bản phát hành toàn cầu hai tuần sau đó.

### Turning Tides (Biến Thủy Triều)
Turning Tides DLC tập trung vào hải quân trong Thế chiến I. DICE đã phát hành nửa bản đầu tiên cho người dùng Premium Pass vào ngày 11 tháng 12 năm 2017, chứa 2 bản đồ trong Chiến dịch Gallipoli: Achi Baba và Cape Helles. Mặc dù được phát hành một phần, bản mở rộng này bổ sung thêm sáu loại vũ khí mới cho game bao gồm Farquhar-Hill, M1917 MG, Carcano M91, Type 38 Arisaka, M1917 Trench Carbine và Maschinenpistole M1912 / P.16. Nó đi kèm với tầng lớp cao cấp mới là "Infiltrator". The Turning Tides cũng có chế độ Conquest Assault từ các phần Battlefield trước đó. L-Class Destroyer là một chiếc tàu hải quân mới trong bản DLC. Trong nửa thứ hai của bản mở rộng, được phát hành vào ngày 30 tháng 1 năm 2018, Turning Tides: North Sea đã mang lại nhiều địa điểm liên quan đến chiến tranh hải quân từ Đại chiến. Hai bản đồ mới đã được thêm vào: Heligoland Bight và Zeebrugge, cùng với Hải quân Hoàng gia Anh như một phe mới để chiến đấu với quân đội Đức. Bản mở rộng North Sea (Biển Bắc) cũng giới thiệu loại phương tiện mới là tàu bay C-Class.

### Apocalypse (Tận Thế)
DLC thứ tư và cuối cùng của Battlefield 1, Apocalypse DLC, tập trung xung quanh một số trận chiến đẫm máu nhất của Đại chiến. DLC được phát hành vào ngày 20 tháng 2 năm 2018, chứa năm bản đồ, sáu khẩu súng, và một chế độ chơi mới, cùng với những bổ sung khác. Ba bản đồ của Apocalypse dựa trên ba trong số những trận đánh đẫm máu nhất của Thế chiến thứ nhất; Caporetto đặt tại Slovenia ngày nay, Passchendaele ở Bỉ và trận Somme ở Pháp. DLC đã không đưa ra các phe mới cho trò chơi, nhưng đã giới thiệu một chế độ trò chơi mới mang tên "Air Assault" trong hai bản đồ còn lại. Hai bản đồ này, cả hai chỉ tập trung vào máy bay và zeppelin, được đặt tên là "Razor's Edge" và "London Calling." Trong khi cả hai bản đồ đều chiến đấu trên các cảnh quan chi tiết (Razor's Edge diễn ra trên dãy Alps và London Calling xảy ra trên khắp thành phố Luân Đôn), không dựa trên các trận chiến thật. Apocalypse bổ sung thêm vũ khí và vật phẩm mới cho Battlefield 1. Những loại vũ khí mới bao gồm RSC SMG, Howell Automatic, lMG 08/18, Ross MkIII, M1917 Enfield và Webley Revolver Mk VI. Ngoài ra, vũ khí cận chiến bao gồm chai thủy tinh vỡ, chai rượu, dao chặt thịt và xà beng đã được giới thiệu trong game. DICE và đội phát triển Battlefield cũng bổ sung thêm một số thành phần khác vào trò chơi, bao gồm các phương tiện, và súng cối Livens / Gaswurfminen đặt cố định trên bản đồ. DLC cũng có hai loại máy bay mới, Airco DH.10 và Hansa-Brandenburg G.I.

## Đón nhận

### Trước khi phát hành
Trò chơi đã nhận được phản hồi tích cực từ cộng đồng sau khi thông báo chính thức. Kể từ ngày 2 tháng 7 năm 2016, trailer Battlefield 1 là đoạn giới thiệu được yêu thích nhất trên YouTube, với hơn 2 triệu lượt thích. Electronic Arts dự kiến game sẽ bán được ít nhất 14 triệu bản trong năm đầu tiên phát hành. Khi viết cho Wired, Jake Muncy cảm thấy lo lắng rằng trò chơi có thể không phản ánh được những tình huống phức tạp trong Thế chiến thứ nhất, và nghĩ rằng chiến tranh có thể không phải là một bối cảnh lý tưởng cho một trò chơi điện tử. Ngược lại, Robert Rath của Zam phản ánh trên cùng một chủ đề, và lưu ý rằng chiến tranh thế giới phần lớn bị lãng quên trong văn hóa đại chúng do không có khả năng truyền cảm hứng cho niềm đam mê hay sự quan tâm; Rath đề xuất Battlefield 1 có thể trẻ hóa lợi ích phổ biến trong cuộc chiến. Tại The Guardian, Alex Hern chỉ trích những gì ông nhận thức là đạo đức giả của những người phản đối vai trò của TCI, viết: "Liệu chiến tranh thế giới thứ nhất có phải là một chủ đề thích hợp cho một game bắn súng đầu tiên hay không?" Chúng ta nghĩ rằng chiến tranh cái là gì? "

### Sau khi phát hành
Battlefield 1 nhận được những đánh giá "thường rất thuận lợi" từ các nhà phê bình, theo trang tổng hợp tổng hợp Metacritic.
Các nhà phê bình ca ngợi thiết lập độc đáo, mới mẻ của trò chơi, cũng như những rủi ro của DICE khi phát triển trò chơi theo chủ đề Thế chiến I. Chế độ nhiều người chơi được đánh giá cao về cơ chế, chế độ chơi trò chơi mới, nhạc nền và bản đồ, và nhiều cái khác. Mặc dù lời khen ngợi đã được trao cho chiến dịch chơi đơn cho câu chuyện và thiết kế cấp độ của nó, nhưng dù sao cũng bị chỉ trích vì quá ngắn.

### Doanh số
Battlefield 1 là game bán lẻ bán chạy nhất ở Anh trong tuần đầu phát hành. Doanh số trong tuần ra mắt đầu tiên của nó vượt qua doanh số kết hợp của cả Battlefield 4 và Battlefield Hardline. Phiên bản PlayStation 4 đứng đầu bảng xếp hạng doanh số bán hàng tại Nhật Bản, với 113.083 bản được bán trong trong tuần đầu tiên. Tính đến ngày 18 tháng 1 năm 2017, phiên bản PlayStation 4 đã bán được 249.053 bản tại Nhật.
Battlefield 1 là game bán chạy nhất tại Mỹ trong tháng đầu tiên phát hành.

### Giải thưởng và đề cử
| Năm  | Giải thưởng                                           | Thể loại                                   | Kết quả   | Chú thích     |
| ---- | ----------------------------------------------------- | ------------------------------------------ | --------- | ------------- |
| 2016 | Giải Phê bình Game 2016                               | Hình ảnh xuất sắc nhất                     | Đề cử     | [ 26 ] [ 27 ] |
| 2016 | Giải Phê bình Game 2016                               | Game Console xuất sắc nhất                 | Đề cử     | [ 26 ] [ 27 ] |
| 2016 | Giải Phê bình Game 2016                               | Game PC xuất sắc nhất                      | Đề cử     | [ 26 ] [ 27 ] |
| 2016 | Giải Phê bình Game 2016                               | Game Online nhiều người chơi xuất sắc nhất | Đề cử     | [ 26 ] [ 27 ] |
| 2016 | Giải Phê bình Game 2016                               | Game hành động xuất sắc nhất               | Đoạt giải | [ 26 ] [ 27 ] |
| 2016 | Giải The Game 2016                                    | Game Direction xuất sắc nhất               | Đề cử     | [ 28 ] [ 29 ] |
| 2016 | Giải The Game 2016                                    | Thiết kế âm nhạc/âm thanh tốt nhất         | Đề cử     | [ 28 ] [ 29 ] |
| 2016 | Giải The Game 2016                                    | Game nhiều người chơi xuất sắc nhất        | Đề cử     | [ 28 ] [ 29 ] |
| 2016 | Giải The Game 2016                                    | Game hành động xuất sắc nhất               | Đề cử     | [ 28 ] [ 29 ] |
| 2018 | Giải thưởng Video Game của Viện Hàn lâm Anh Quốc 2018 | Cốt truyện xuất sắc nhất                   | Đề cử     | [ 30 ]        |